# حامیان سید ابراهیم رئیسی در انتخابات ریاست‌جمهوری ۱۳۹۶
تعدادی از اشخاص، احزاب و گروه‌ها حمایت خود را از کاندیداتوری سید ابراهیم رئیسی در انتخابات ریاست جمهوری ۱۳۹۶ به‌طور رسمی اعلام کردند.

## افراد

### اعضای مجمع تشخیص مصلحت نظام
- محسن رضایی اقتصاددان و دبیر مجمع تشخیص مصلحت نظام[۱]
- غلامرضا مصباحی مقدم سیاستمدار اصولگرا نماینده سابق مجلس شورای اسلامی در ادوار هشتم و نهم، عضو مجمع تشخیص مصلحت نظام[۱]

### مقامات شهری
- محمدباقر قالیباف، شهردار سابق تهران و فرمانده سابق نیروی انتظامی، کاندید انتخابات ۱۳۹۶ که به نفع رئیسی کناره گرفت[۲]
- سید صولت مرتضوی، شهردار مشهد
- مهدی چمران رئیس شورای اسلامی شهر تهران و ری و تجریش[۳]
- عباس شیبانی عضو شورای شهر تهران[۴]
- سید مناف هاشمی معاون سابق شهردار تهران
- شهرداران برخی از مناطق۲۲ گانه شهردار تهران و معاونین شهردار که بعد از انصراف قالیباف همگی به ستاد رئیسی پیوستند، اسامی برخی از آنان:
- امیرعباس بهاری[پیوند مرده] شهردار منطقه ۴ حامی رئیسی در تهران و بندرعباس
- بهمن نوری شهردار منطقه حامی رئیسی در تهران و مازندران
- علی دوریش پور مدیرعامل برج میلاد حامی رئیسی در تهران و خراسان جنوبی
- جعفر تشکری هاشمی قائم مقام منابع انسانی حامی رئیسی در تهران و خراسان
- جمال بافرانی شهردار منطقه حامی رئیسی در تهران و کرمان
- مجتبی عبداللهی معاونت اجتماعی و فرهنگی در تهران و فشار به کل معاونین اجتماعی برای کار در ستاد رئیسی

### نمایندگان مجلس خبرگان رهبری

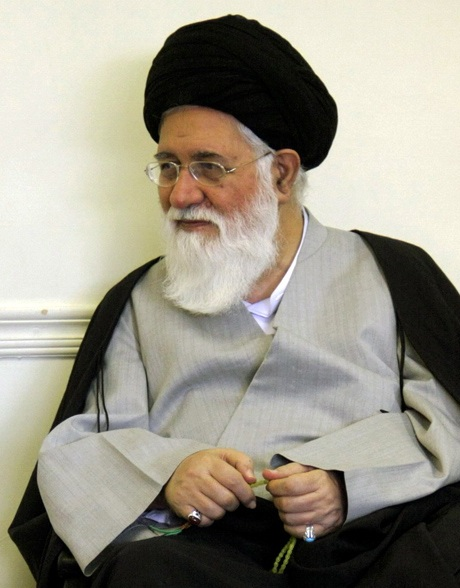
سید احمد علم الهدی

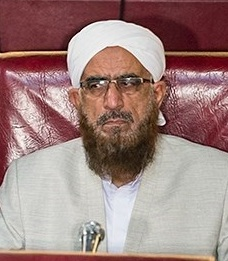
نذیر احمد سلامی نماینده استان سیستان و بلوچستان در مجلس خبرگان رهبری

- محمدباقر باقری کنی نماینده تهران در مجلس خبرگان رهبری[۵]
- سید احمد علم‌الهدی، امام جمعه مشهد و نماینده استان خراسان رضوی[۶]
- سید علی‌اکبر قریشی نمایندهٔ استان آذربایجان غربی در مجلس خبرگان رهبری[۷]
- عسگر دیرباز نمایندهٔ استان آذربایجان غربی در مجلس خبرگان رهبری[۸]
- سید رحیم توکل نماینده استان مازندران در مجلس خبرگان رهبری[۹]
- غیاث‌الدین طاهامحمدی نماینده ولی فقیه در استان همدان و امام جمعه شهر همدان و عضو مجلس خبرگان رهبری[۱۰]
- نذیر احمد سلامی نماینده استان سیستان و بلوچستان در مجلس خبرگان رهبری[۱۱][۱۲]
- نورالله طبرسی امام جمعه شهرستان ساری[۱۳]
- علی معلمی نماینده استان مازندران در مجلس خبرگان رهبری[۱۴]
- سید محمد شاهچراغی نماینده ولی فقیه در استان سمنان و امام جمعه شهر سمنان و نماینده مجلس خبرگان رهبری[۱۵]
- سید روح‌الله صدرالساداتی نماینده مردم هرمزگان در مجلس خبرگان[۱۶]

### قوه مقننه

#### نمایندگان فعلی مجلس
- جوادکریمی قدوسی عضو جبهه پایداری، نمایندهٔ حوزهٔ انتخابیهٔ مشهد و کلات در دورهٔ هشتم، نهم و دهم مجلس شورای اسلامی
- محمدمهدی زاهدی نماینده مجلس و وزیر علوم، ۱۳۸۴–۱۳۸۸[۱۷]
- حمیدرضا فولادگر ماینده مردم اصفهان در مجلس شورای اسلامی[۱۸]
- حسین‌علی شهریاری نماینده مردم زاهدان در مجلس شورای اسلامی و رئیس کمیسیون بهداشت و درمان مجلس شورای اسلامی[۴]
- احمد امیرآبادی فراهانی نمایندهٔ مردم قم در دورهٔ نهم و دهم مجلس شورای اسلامی[۱۸]
- سید امیر حسین قاضی زاده هاشمی مایندهٔ مشهد و کلات در مجلس شورای اسلامی[۴]
- احمد سالک
- سید جواد ابطحی فروشانی نمایندهٔ خمینی شهر
- محمد سرگزی نمایندهٔ زابل زهک هیرمند نیمروز و هامون

#### نمایندگان سابق مجلس

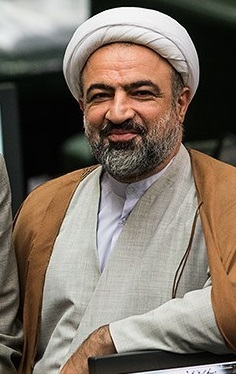
حمید رسایی

### مقامات اجرایی

#### معاونین سابق رئیس‌جمهور
- مسعود زریبافان، معاون سابق رئیس‌جمهور و رئیس سابق بنیاد شهید[۲۸]

#### معاونین سابق وزیر

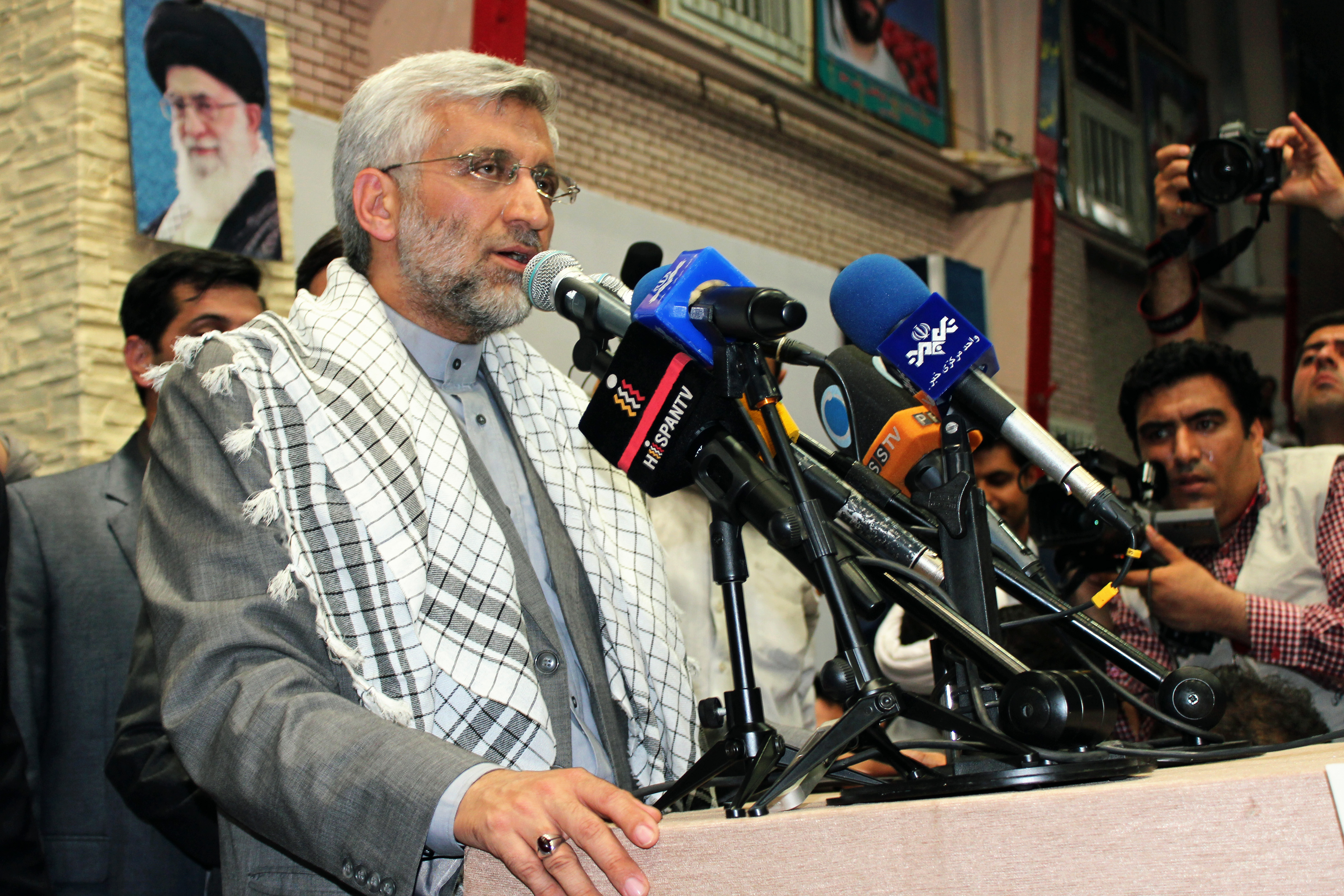
سعید جلیلی

- سعید جلیلی دبیر سابق شورای عالی امنیت ملی و عضو شورای راهبردی روابط خارجی[۲۹]
- سید صولت مرتضوی معاون سابق وزیر کشور[۱۸]
- فریدون عباسی دوانی فیزیکدان ایرانی و رئیس سابق سازمان انرژی اتمی ایران[۳۰]

#### وزیران سابق
- علی‌رضا مرندی وزیر بهداشت دولت‌های دوم میرحسین موسوی و هاشمی رفسنجانی[۴]
- سید محمد حسینی وزیر فرهنگ و ارشاد اسلامی سابق ایران در دولت دهم
- علی نیکزاد وزیر سابق مسکن و شهرسازی
- مسعود میرکاظمی وزیر سابق نفت
- شمس الدین حسینی وزیر سابق اقتصاد و دارایی[۱۸]
- محمد عباسی وزیر سابق ورزش و جوانان[۳۱]
- محمد سلیمانی وزیر سابق ارتباطات و فناوری اطلاعات[۲۳]
- حمیدرضا حاجی‌بابایی وزیر سابق آموزش و پرورش[۳۲]
- مهدی غضنفری وزیر سابق صنعت، معدن و تجارت[۳۲]
- مرضیه وحید دستجردی وزیر سابق بهداشت[۳۲]
- منوچهر متکی وزیر خارجه پیشین[۳۲]
- عبدالرضا مصری وزیر سابق رفاه و تأمین اجتماعی[۳۲]
- علی‌اکبر محرابیان وزیر سابق صنعت، معدن و تجارت[۱۸]

#### سفرای ایران
- علیرضا شیخ عطار سفیر سابق ایران در آلمان[۱۸]

### مقامات سابق قضایی

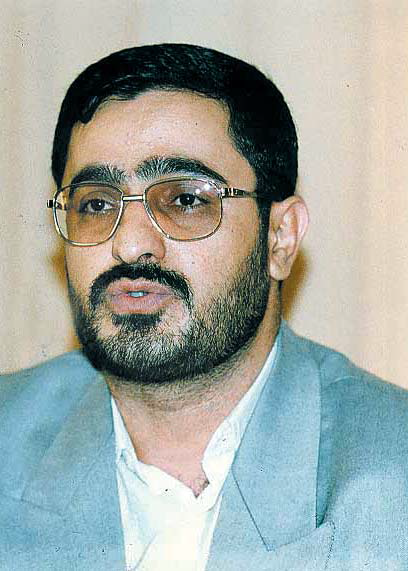
سعید مرتضوی

- سعید مرتضوی دادستان سابق تهران[۳۳]

### سایرین
- عزت‌الله ضرغامی سیاست‌مدار و رئیس سابق صدا و سیما[۳۴]
- محمد علی مقیسه رئیس پژوهشگاه فرهنگ، هنر و ارتباطات
- علی حسین پور از فرماندهان اسبق سپاه پاسداران
- محسن رضایی فرمانده سابق سپاه و دبیر مجمع تشخیص مصلحت نظام[۳۵]
- کیومرث هاشمی رئیس کمیته ملی المپیک[۳۶]
- علی کیهانیان دبیرکل جمعیت حامیان انقلاب اسلامی

### هنرمندان
- الهام چرخنده

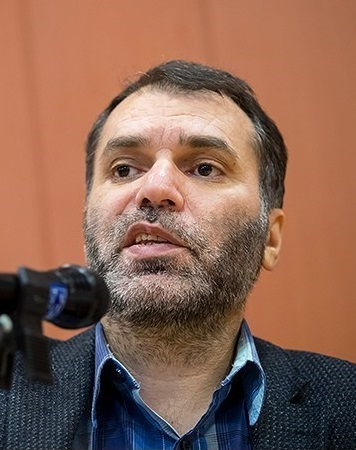
مسعود ده‌نمکی

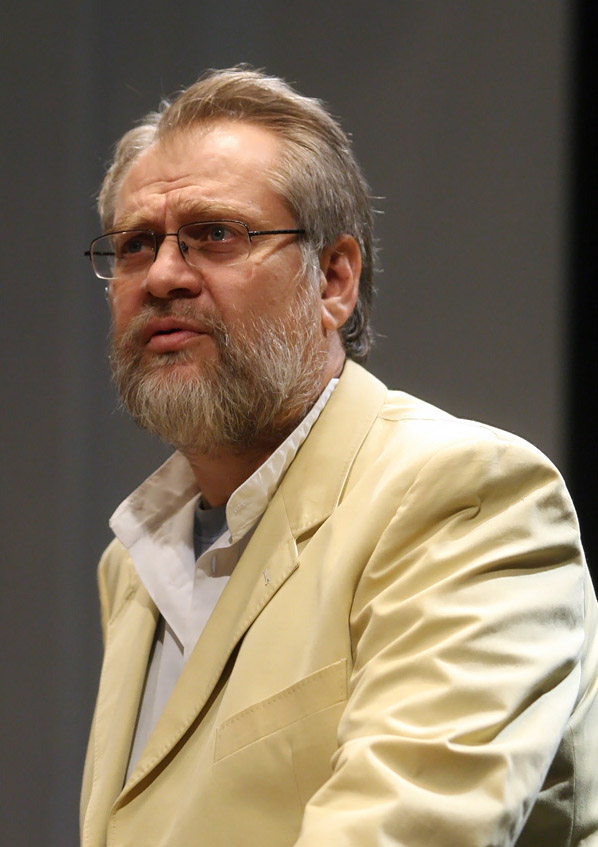
نادر طالب زاده

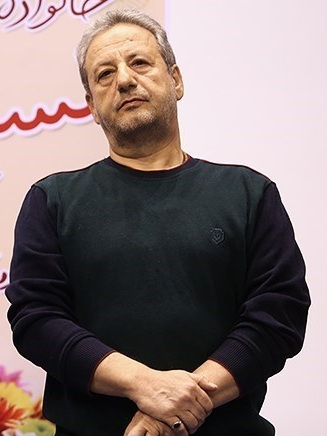
ابوالقاسم طالبی

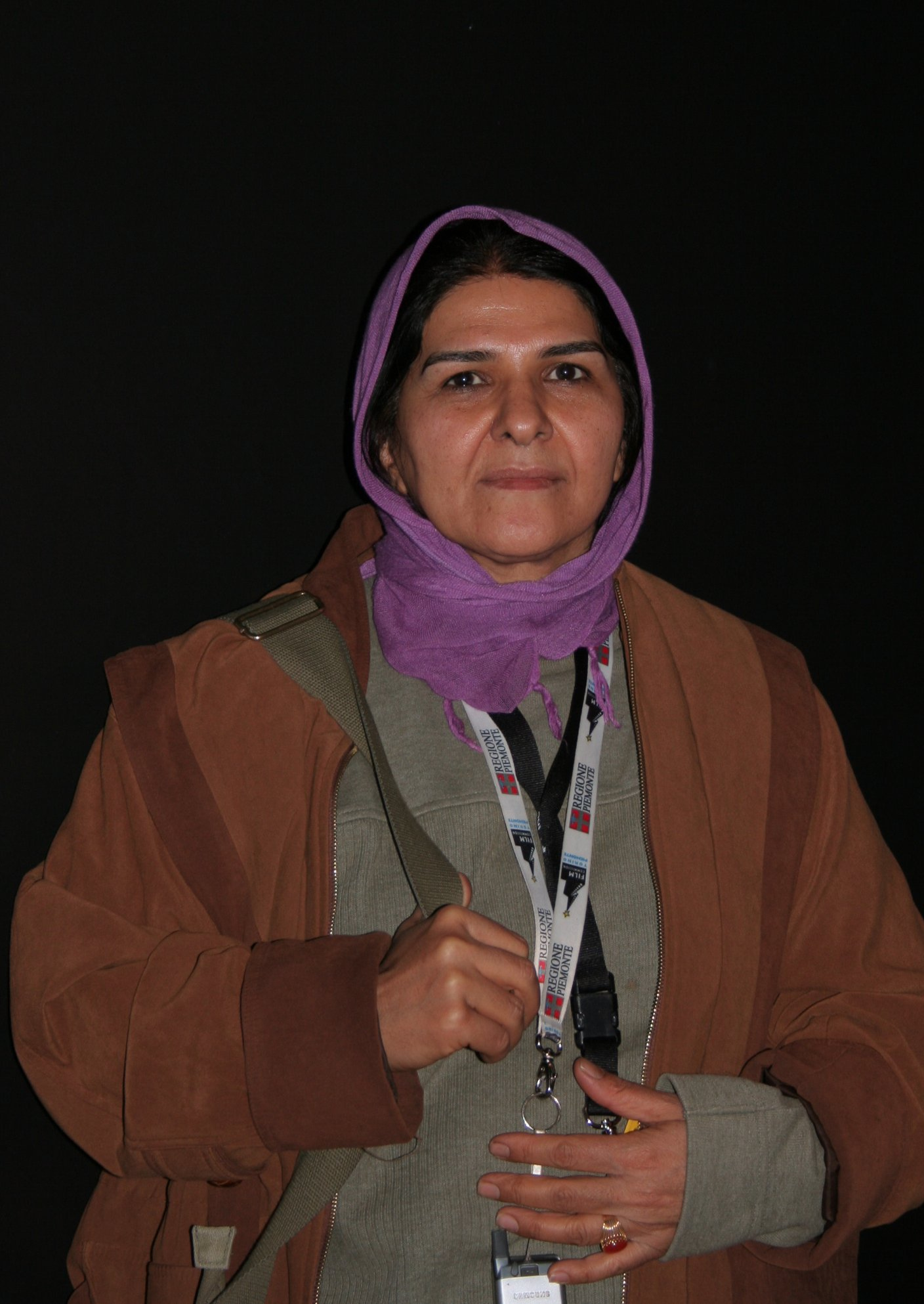
انسیه شاه‌حسینی

- سید مسعود شجاعی طباطبایی، کاریکاتوریست و گرافیست[۳۷]
- امیر تتلو، خواننده[۳۸]
- علی جهانگیری
- انسیه شاه‌حسینی فیلم‌نامه‌نویس و کارگردان[۳۹]
- جمال شورجه نویسنده و کارگردان[۴۰]
- ابوالقاسم طالبی کارگردان سینما[۴۱]
- حبیب‌الله کاسه‌ساز کارگردان، بازیگر و تهیه‌کننده[۱]
- مهدی امینی‌خواه بازیگر سینما و تلویزیون
- نادر طالب‌زاده تهیه‌کننده، مجری برنامه‌های تلویزیونی و مستندساز
- سید ضیاءالدین دری، کارگردان
- هوشنگ توکلی بازیگر تلویزیون و سینما
- جهانبخش سلطانی بازیگر سینما و تلویزیون
- محسن علی‌اکبری تهیه‌کننده سینما

### ورزشکاران
- محمدرضا براری قهرمان وزنه‌برداری[۴۲]
- جاسم دلاوری قهرمان بوکس جهان[۴۲]

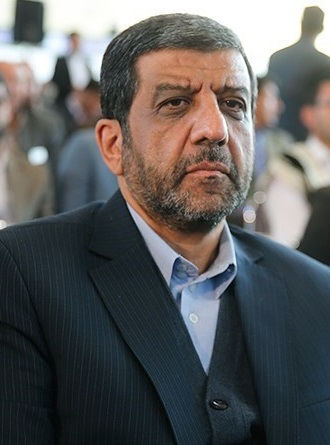
عزت‌الله ضرغامی

- هادی خناری‌نژاد قهرمان ژیمناستیک جهان[۴۲]
- جابر صادق‌زاده قهرمان کشتی ایران[۴۲]
- عشرت کردستانی کاپیتان تیم ملی والیبال نشسته بانوان معلول ایران[۴۳]

### دانشگاهیان
- رضا روستاآزاد رئیس سابق دانشگاه صنعتی شریف[۱۸]
- فرهاد رهبر رئیس سابق دانشگاه تهران[۱۸]
- محمد هادی زاهدی وفا معاونت امور اقتصادی وزارت امور اقتصادی و دارایی[۱]
- سید امیر سیاح مدیر گروه مطالعات محیط کسب و کار مرکز پژوهش‌های مجلس شورای اسلامی[۱]
- انسیه خزعلی رئیس سابق دانشگاه الزهرا[۱۸]
- محمد علی زلفی گل رئیس سابق دانشگاه بو علی سینا همدان[۴۴]
- احمد شعبانی رئیس سابق دانشگاه شهید بهشتی[۴۵]

### اعضای سپاه پاسداران

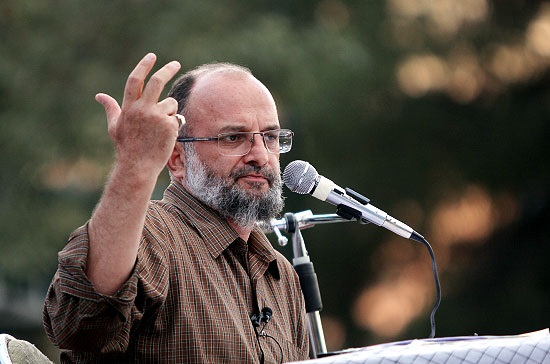
سعید قاسمی

- حسن عباسی فعال و تحلیلگر[۴۶][۴۷]
- سعید قاسمی سخنران و مدرس دانشگاه[۴۸]

### سایر
- محمود کریمی، مداح[۴۹]
- شهریار زرشناس پژوهشگر حوزه ادبیات، فرهنگ، سیاست
- ابوالفضل ظهره‌وند سفیر سابق ایران در افغانستان[۵۰]
- منصور ارضی مداح[۵۱]
- حمیدرضا احمدآبادی فعال بسیجی[۵۲]

### روحانیون

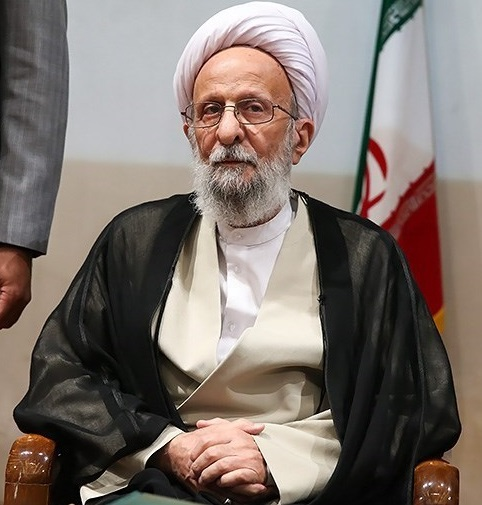
محمدتقی مصباح

- محسن قرائتی مسئول نهاد ستاد اقامه نماز[۵۳]
- محمدتقی مصباح یزدی مجتهد، استاد فلسفه اسلامی، مفسر[۵۴]
- عباس دهقانی
- محمد ناصری مجتهد و استاد اخلاق حوزه علمیه[۵۵]
- محمد علی جاودان استاد اخلاق[۵۶]
- علی مکیان
- غلامرضا فیاضی استاد سطوح عالی فقه، اصول، تفسیر و فلسفه در حوزه علمیه قم، عضو جامعه مدرسین حوزه علمیه قم[۲۱]
- حجت الاسلام و المسلمین شیخ محمد حسین مکیان (رئیس حزب کارگزاران شهرستان آبادان)
- علیرضا پناهیان خطیب مذهبی[۵۷]
- شیخ محمد حسن مکیان
- حسن رمضانی استاد علوم عقلی و عرفانی حوزه علمیه قم[۲۱]
- محمدباقر تحریری استاد درس خارج حوزه علمیه قم[۲۱]
- رضا برنجکار استاد حوزه و عضو هیئت علمی دانشگاه تهران و پژوهشگر حوزهٔ دین[۲۱]
- علیرضا قائمی‌نیا رئیس پژوهشکده حکمت اسلامی پژوهشگاه فرهنگ و اندیشه اسلامی[۲۱]
- محمدعلی نکونام امام جمعه شهر کرد، نماینده ولی فقیه در چهارمحال و بختیاری[۵۸]

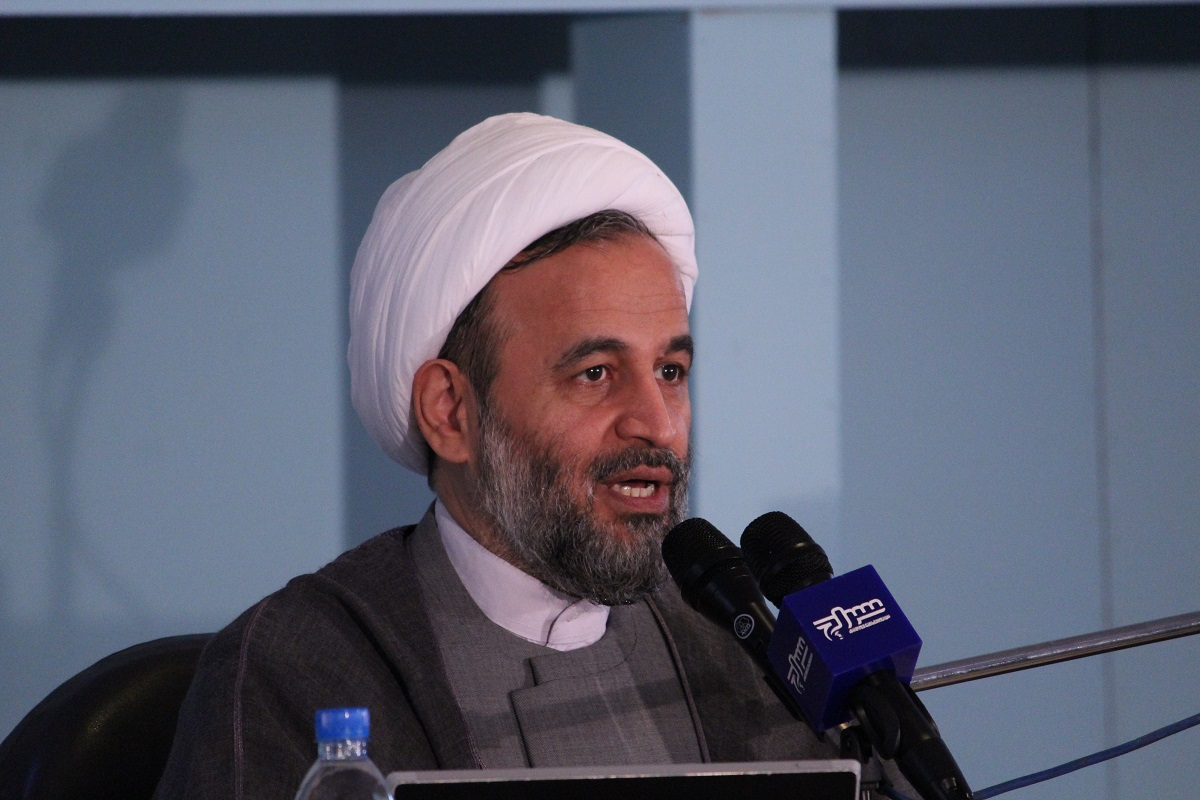
علیرضا پناهیان

### سیاستمداران خارجی
- الیت ایبرامز، دستیار ویژه جرج دابلیو بوش رئیس‌جمهور سابق آمریکا، دستیار وزیر امور خارجه آمریکا ۱۹۸۱–۸۹[۵۹]
- آوی پری، مقام امنیتی دولت اسرائیل[۶۰]

### ادیبان
1. علی‌رضا قزوه شاعر و نویسنده[۲۳]
2. احمد شاکری
3. علی محمد مؤدب
4. میلاد عرفان پور

## تشکل‌ها
- جبهه مردمی نیروهای انقلاب اسلامی[۶۱]
- حزب مؤتلفه اسلامی[۶۲]
- انصار حزب‌الله[۶۳]
- جامعه مدرسین حوزه علمیه قم[۶۴]
- جامعه روحانیت مبارز[۶۵]
- جبهه پیروان خط امام و رهبری[۶۶]
- جامعه اسلامی مهندسین[۶۷]
- جامعه اسلامی مدیران ایران[۶۸]
- جبهه پایداری انقلاب اسلامی[۶۹]
- جامعه اسلامی دانشجویان[۷۰]
- حزب زنان جمهوری اسلامی[۷۱]
- حزب اسلامی رفاه کارگران[۷۲]
- جبهه ایستادگی ایران اسلامی[۷۳]
- حزب وفاق ملی و پیشرفت اسلامی[۷۴]
- حزب عدالت‌طلبان ایران اسلامی[۷۵]
- کانون دانشگاهیان ایران اسلامی[۷۶][۷۷]
- مجمع نمایندگان طلاب و فضلای حوزه علمیه قم[۷۸]

## رسانه‌ها
- خبرگزاری فارس
- روزنامه کیهان
- روزنامه رسالت
- مشرق‌نیوز
- خبرگزاری تسنیم
- الف
- خبرگزاری میزان
- جام جم
- مشرق نیوز
- پایگاه اطلاع‌رسانی رجا
- وطن امروز

## مجموعه
- ۵۸ تن از اعضای مجلس خبرگان رهبری[۷۹]
- ۸۲۰ تن از اساتید دانشگاه‌های سراسر کشور[۸۰]
- ۵۰۰۰ نفر از نخبگان و دانشجویان برتر علوم انسانی کشور[۸۱]
- ۲۲۸۳ نفر از حقوقدانان، وکلا، سردفتران، مشاوران حقوقی قضایی، اساتید و دانشجویان حقوق دانشگاه‌ها[۸۲]
- ۸۹۰ پزشک متخصص از اعضای جامعه پزشکی[۸۳]
- ۷۰۰ نفر از اساتید سطح عالی فقه و اصول حوزه علمیه قم[۸۴]
- ۸۰ اقتصاددان و پژوهشگر اقتصادی[۱]
- ۴۰۰ تن از علما، شیوخ، سران و معتمدان طوایف اهل سنت ایران[۲۷]
- ۱۸۴ نفراز اساتید برجسته فلسفه و عرفان[۲۱]
- ۲۰۴ خانواده شهدای مدافع حرم[۸۵]
- ۲۵۰ شاعر و نویسنده[۸۶]
- ۲۳۱ نفر از فعالان و مسئولان سابق تشکل‌های دانشجویی[۸۷]
- ۳۷ استاندار سابق و اسبق[۸۸]
- ۲۵ تن از نخبگان، اساتید، متخصصین، دانشجویان و شاغلین ایرانی ساکن آمریکا[۸۹]
- جمعی از دانشجویان و دانش آموختگان ایرانی مقیم اروپا و آمریکای شمالی[۹۰]
- جمعی از نخبگان و مدال آوران المپیادهای علمی کشور[۹۱]
- بیش از هزار نفر از اساتید دانشگاه‌های کشور[۹۲][۹۳]
- حمایت بیش از هزار خانواده شهید و فرزندان شاهد[۹۴]
- بیش از هزار نفر از فرهنگیان استان فارس[۹۵]
- جمعی از فرهنگیان استان اردبیل[۹۶]
- ۲۰۰ نفر از نخبگان و نمایندگان تشکل‌های کشاورزی کشور[۹۷]
- جامعه متخصصین هوانوردی[۹۸]
- علمای اهل سنت خراسان شمالی[۹۹]
- جمعی از خانواده‌های شهدای مدافع حرم مازندران[۱۰۰]
- بیت شهید سید علی اندرزگو[۱۰۱]
- ۵۳ تن از شاعران و نویسندگان قمی[۱۰۲]
- جمعی از اصناف و بازاریان زنجان[۱۰۳]
- جمعی از نمایندگان ادواری مردم مازندران در مجلس شورای اسلامی[۱۰۴]

دارالقرآن الرسول و گروه جهادی شهدای گمنام شهرستان چایپاره